# Micrapate cristicauda
Micrapate cristicauda is een keversoort uit de familie boorkevers (Bostrichidae). De wetenschappelijke naam van de soort is voor het eerst geldig gepubliceerd in 1898 door Casey.